# Elisabet Cabeza Gutés
Elisabet Cabeza Gutés (Sabadell, 1965) és una periodista cinematogràfica i directora de documentals catalana.

## Biografia
Es va doctorar en Ciències de la Comunicació per la Universitat Autònoma de Barcelona. El 1990 va començar a treballar a la secció internacional del diari Avui com a corresponsal a París, i des del 1996 en la secció de cultura i espectacles. Des del 2006 treballa com a freelance i ha cobert festivals internacionals de cinema (Canes, Venècia, Berlín) pels programes Cinema 3 i Sala 33 (TV3) i Días de cine i Versión española (TVE). És la corresponsal a Espanya de la revista britànica de cinema Screen International i professora associada a la Facultat de Ciències de la Comunicació de la Universitat Autònoma de Barcelona.
Al costat d'Esteve Riambau ha codirigit dos documentals: La doble vida del faquir que fou presentat a la secció Zabaltegi-Especials del Festival Internacional de Cinema de Sant Sebastià 2005, i Màscares, protagonitzat per Josep Maria Pou i que es va presentar a la secció Zabaltegi-Nous Directors del Festival Internacional de Cinema de Sant Sebastià 2009.

## Filmografia
- La doble vida del faquir, 2005
- Màscares, 2009

## Llibres
- Això és una altra història, 1995 amb Susan E. Hinton
- Antonio Chavarrías. El cineasta de l'ombra, Editorial Pòrtic 2012 ISBN 978-84-393-8898-2
- Indis, cowboys i mestresses de casa. Construcció i desconstrucció d'arquetips del somni americà al western i melodrama de Hollywood dels anys 50